# 中井宗太郎
中井 宗太郎（なかい そうたろう、1879年(明治12年)9月19日 - 1966年(昭和41年)3月16日）は、日本の美術史家。日本・東洋美術史の研究・評論を行った。

## 来歴
京都府出身。東京帝国大学卒業。1909年新設の京都市立絵画専門学校（現・京都市立芸術大学）講師、教授、1942年校長。戦後は立命館大学教授。

## 人物
江戸時代の洋画家として知られる司馬江漢について書いた自書『司馬江漢』の序文で、
司馬江漢は江戸時代の洋画家として知られている。併し彼は洋画の先覚であると同時に究理の人であり、～ 前野蘭化の門に入って蘭語を学び大槻玄沢とも交わり ～ 究理学者と相親しむに至り ～ 早く既に地動説を提唱してこれが普及に努め—中井宗太郎、『司馬江漢』序文
併し江漢の洋画も思想もこの究理に基く認識を根幹として展開したことを忘れてはならない。—中井宗太郎、『司馬江漢』序文
と述べ、第4章「画人として また理学人としての江漢」、第8章「江漢の究理学と地動説」へと論を展開している。

## 著書
- 『近代芸術概論』二松堂書店〈近代文化講座〉、1922年。
- 『永徳と山楽』中央美術社、1927年。
- 『帝展の日本画に就て』（中井宗太郎 述）京都経済会、1936年。
- 『絵画論』日本科学社〈学生叢書 文化科学編 44〉、1947年。
- 『浮世絵』岩波書店〈岩波新書146〉、1953年。
- 『日本絵画論』文彩社、1976年。

### 編著
- 『国画創作協会展覧会画集 第1回』制作社、1918年。
- 『国画創作協会展覧会画集 第2回』制作社、1919年。
- 『国画創作協会展覧会画集 第3回』制作社、1920年。
- 『西欧芸術 近代之部 第1輯』制作社、1919年。
- 『西欧芸術 近代之部 第2輯』制作社、1919年。
- 『西欧芸術 近代之部 第3輯』制作社、1919年。
- 『氷河時代と埃及芸術』（編著）美術図書出版部〈欧洲芸術精華 第1編〉、1925年。
- 『華岳作品集』春鳥会、1942年。
- 『司馬江漢』（司馬江漢 著）アトリヱ社、1942年。